# Hillsborough n.º 132
Hillsborough n.º 132 es un municipio rural canadiense situado en la provincia de Saskatchewan.

## Superficie
Hillsborough n.º 132 tiene una superficie de 434,18 km².

## Demografía
En 2021, tenía 97 habitantes, una densidad poblacional de 0,2 hab./km², y 50 viviendas.